# أليكسي إريومين
أليكسي إريومين (الروسية: Алексей Львович Еремин) من مواليد 27 فبراير 1958، هو طبيب وعالم وصحي روسي، ساهمت أبحاثه العلمية في الفهم الحديث لتكون البويضات. وتحديد مفهوم البيئة المعلوماتية والنظافة المعلوماتية. لقد أحدث الباحثون تأثيرًا في تخصصاتهم العلمية، وقد تم تفسيرها على نطاق واسع.

## نظافة المعلومات وبيئة المعلومات
في عام 1995  اقترح أليكسي إريومين تخصيص" نظافة المعلومات "في قسم خاص من العلوم - ثم أسس عام 2005 نظامًا علميًا جديدًا ، تم تطويره في عام 1998، اقترحت شركة اريومين مفهوم بيئة المعلومات وهو أمر أساسي، يتم تطبيقه على نطاق واسع وتفسيره على نطاق اوسع "علم المعلومات هو علم يدرس القوانين التي تحكم تأثير ملخص المعلومات على تكوين وعمل النظم الحيوية، بما في ذلك الأفراد والمجتمعات البشرية والإنسانية بشكل عام وعلى الصحة والرفاه النفسي والبدني والاجتماعي لل الإنسان؛ والتي تتعهد بوضع منهجيات لتحسين بيئة المعلومات. إن فكرة توسيع الدور الوظيفي للمعلومات في الأنظمة الطبيعية إلى دراسة الأنظمة البشرية هي فكرة أخرى يدعو اليها اريومين هي نموذج عام يمكن أن يوفر رابطًا أكثر وضوحًا بين كيفية عمل المعلومات في الأنظمة الطبيعية والأنظمة البشرية في التكيف والسياق التطوري

## التعليم والمؤهلات
تخرج من جامعة شمال غرب الطبية سميت ميكنافو في عام 1981 تخرج من معهد نظافة العمل والأمراض المهنية بأكاديمية العلوم الطبية لاتحاد الجمهوريات الاشتراكية السوفياتية دكتوراه. أطروحة «تقدير الإجهاد العاطفي» عام 1990. تخرج من معهد الطب المهني التابع لأكاديمية العلوم الطبية الروسية عن أطروحة الدكتوراه «مشكلة التقييم الفسيولوجي - الصحي لأحمال المعلومات لتحسين العمل الفكري» في عام 2014

## العمل الأكاديمي في التعليم العالي
مما اثر علي عدد كبير من المؤسسات الاكاديمية جامعة كوبان الطبية الحكومية: من 1992 إلى 1998 - قسم الفيزيولوجيا المرضية المعهد الطبي لبلدية كراسنودار: من 1998 إلى 2008 - الأقسام: الطب الأساسي والوقائي؛ الصحة العامة والرعاية الصحية؛ معهد كوبان الطبي: منذ عام 2008 - دورة النظافة والبيئة.

## الحصول على جوائز أكادمية أو شرفية على الصعيد المحلي أو الدولي
منح تمويل من «معهد المجتمع المفتوح» (مؤسسة سوروس) لنشر دراسة عام 2001 دراسة عن "المعلومات والصحة  نموذج لسلوك المعلومات الآمنة" في عام 2001 - رأي إدارة رئيس الاتحاد الروسي؛ بالنسبة لمادة «إلى صيغة الفكر» في عام 2005، تم منحه لقب الحائز على جوائز من جميع الروس «العلوم - المجتمع - 2004»، الذي نظمه الصندوق العلمي الإنساني الروسي التابع لحكومة روسيا، الوكالة الروسية للأخبار العلمية والمجلس البريطاني ورابطة الصحفيين الصحفيين في روسيا؛ أصبحت مادة «الإنترنت الذكي» في عام 2010 الفائز في المسابقة ومنح الجوائز من شركات معمل الأمن واوجنتم والتكنولوجيا الايجابية؛ تم ترشيح مادة «العالم النفسي» للمنافسة الوطنية «الروح الذهبية» في عام 2011 ؛ حصل على ميدالية «الخدمات الصحية الحكومية في روسيا - 95 عامًا» في عام 2018

## عضو في المجتمع العلمي وتكوين الجمعيات العليمة
في عام 2000 كان عضوا في الجمعية البيئية البريطانية وفي نفس العام كان عضوا في المعهد الملكي للصحة العامة (رقم التعريف الخاص بة 830528). وفي عام 1981 كان عضوا في الجمعية الوطنية العلمية الطبية الروسية لاخصائي الصحة واطباء الصحة العامة وكان مفوضا في المؤتمر الحادي عشر والثاني عشر في موسكو عامي 2012  و 2017 وفي عام 2012 كان عضوا في المؤتمر الرابع لعلماء الفيزياء الحيوية في روسيا

## منشورات في مجالات علمية رائدة
مؤلف المنشورات في المجلات العلمية الدولية  ومجلات الأكاديمية الروسية للعلوم وقاد المجلات العلمية في الاتحاد الروسي في مجال الأدب والتأثير خارج الأوساط الأكاديمية في القدرات الأكاديمية أليكسي إريومين كاتب ومؤلف كتاب «المعلومات والصحة» الرائج في العلوم  والعديد من المنشورات في وسائل الإعلام لقد كرست نتائج البحوث العلمية لأليكسي إريومين إلى مراجعة العلوم الشعبية في مجلة التداول الجماهيري الاجتماعي السياسي ووسائل الإعلام الدولية